# Haida Gwaii

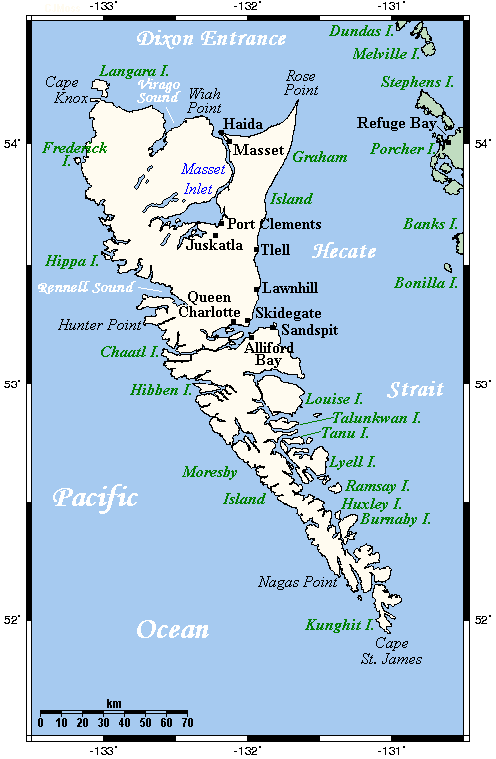
Haida Gwaii.

Haida Gwaii (tidigare Queen Charlotte Islands) är en ögrupp i Kanada, utanför nordvästra kusten i provinsen British Columbia. Haida Gwaii består av två större öar, Graham Island (6 361 km²) i norr och Moresby Island (2 608 km²) i söder samt cirka 150 mindre öar. Omkring 5000 människor bor på öarna.
Ögruppen ligger vid cirka 52 till 54 grader nordlig bredd och vid 120 grader västlig longitud och täcker en total yta på ca 10 180 km². Mellan Haida Gwaii och det kanadensiska fastlandet i öster ligger sundet Hecate Strait. Den amerikanska delstaten Alaska ligger norr om vattenområdet Dixon Entrance. I väster ligger Stilla havet och i söder Vancouver Island. Klimatet i området är tempererat.
Den brittiske kaptenen George Dixon kom till öarna 1786. Ögruppen fick namnet Queen Charlotte Islands av Dixon efter ett av hans fartyg, Queen Charlotte, i sin tur uppkallat efter drottning Charlotte, kung Georg III:s hustru. Den 3 juni 2010 bytte ögruppen officiellt namn till Haida Gwaii som en del av en överenskommelse mellan provinsen British Columbia och Haida Nation.